# Hauptwil
Hauptwil ist eine Ortschaft und eine ehemalige Orts- und Munizipalgemeinde des Kantons Thurgau in der Schweiz. Die südöstlich von Bischofszell gelegene Ortsgemeinde Hauptwil bildete von 1812 bis 1995 mit der Ortsgemeinde Gottshaus die Munizipalgemeinde Hauptwil und ist seit dem 1. Januar 1996 Teil der politischen Gemeinde Hauptwil-Gottshaus.

## Geschichte

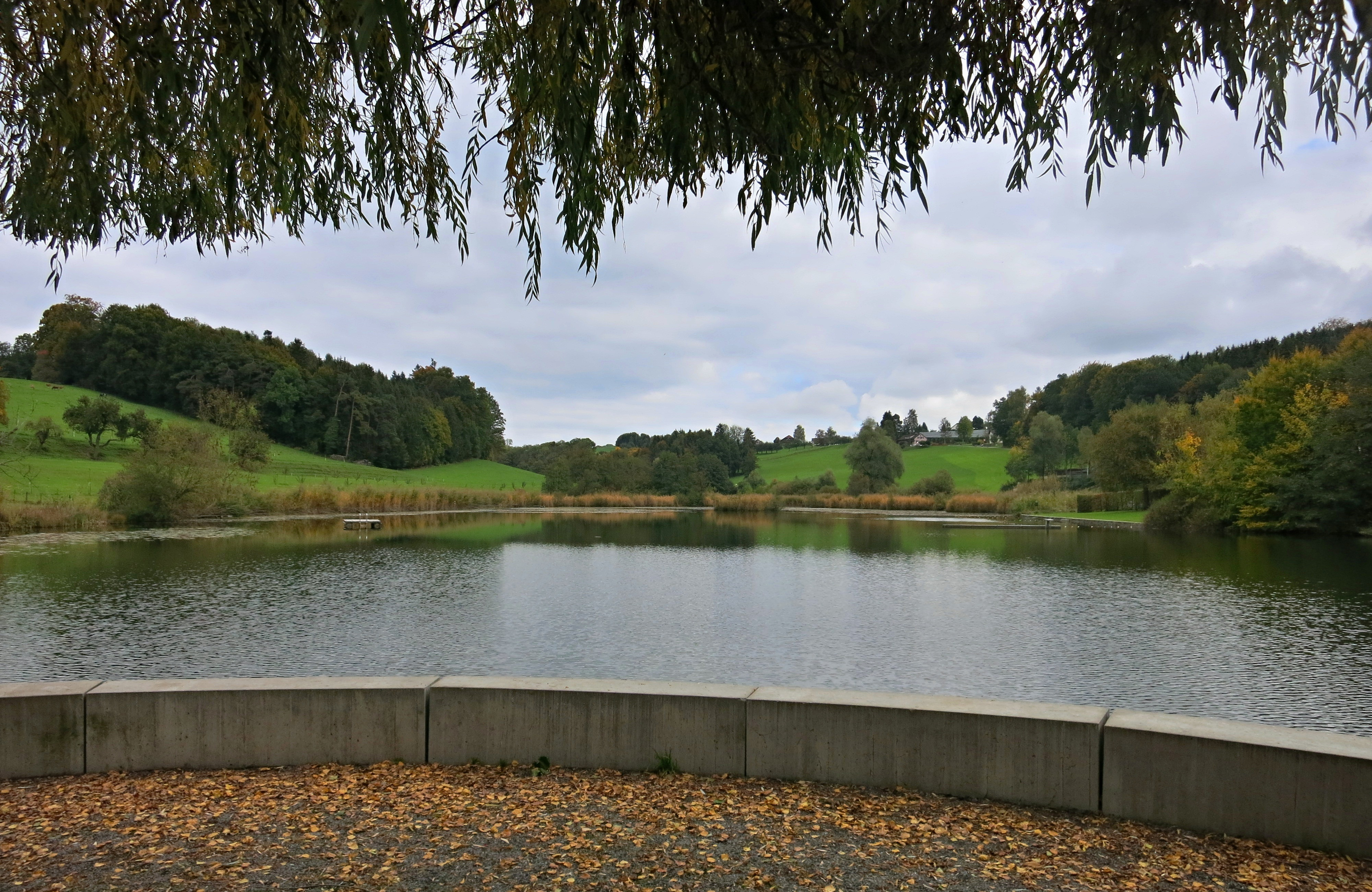
Hauptwiler Weier

Hauptwil wurde 1413 erstmals erwähnt als Hoptwill. Im Spätmittelalter war Hauptwil Teil der kleinen Gerichtsherrschaft Blidegg, zu der auch Zihlschlacht und Degenau gehörten.
Spätestens ab 1377 gehörte Blidegg als Lehen dem Bischof von Konstanz und der Fürstabtei St. Gallen den adeligen Ryff, genannt Welter von Blidegg, und ab 1561 den Freiherren von Hallwyl.
Eine besondere Stellung hatte der Weiler Freihirten, der ein eigener kleiner Niedergerichtsbezirk im Besitz der Herren von Andwil und der Blarer von Wartensee war und 1654 durch Kauf an die Familie Gonzenbach kam. Als ehemaliges Lehensgebiet der Fürstabtei St. Gallen hatte Freihirten eine überwiegend katholische Bevölkerung.

Hauptwil um 1792

Richtungsweisend für die spätere Entwicklung Hauptwils war, dass das Chorherrenstift St. Pelagius in Bischofszell um 1430 in der Talmulde zwischen Hauptwil und Wilen fünf Karpfenweiher anlegen liess, womit die Voraussetzung für die spätere Nutzung der Wasserkraft und somit der Industrialisierung Hauptwils geschaffen war.

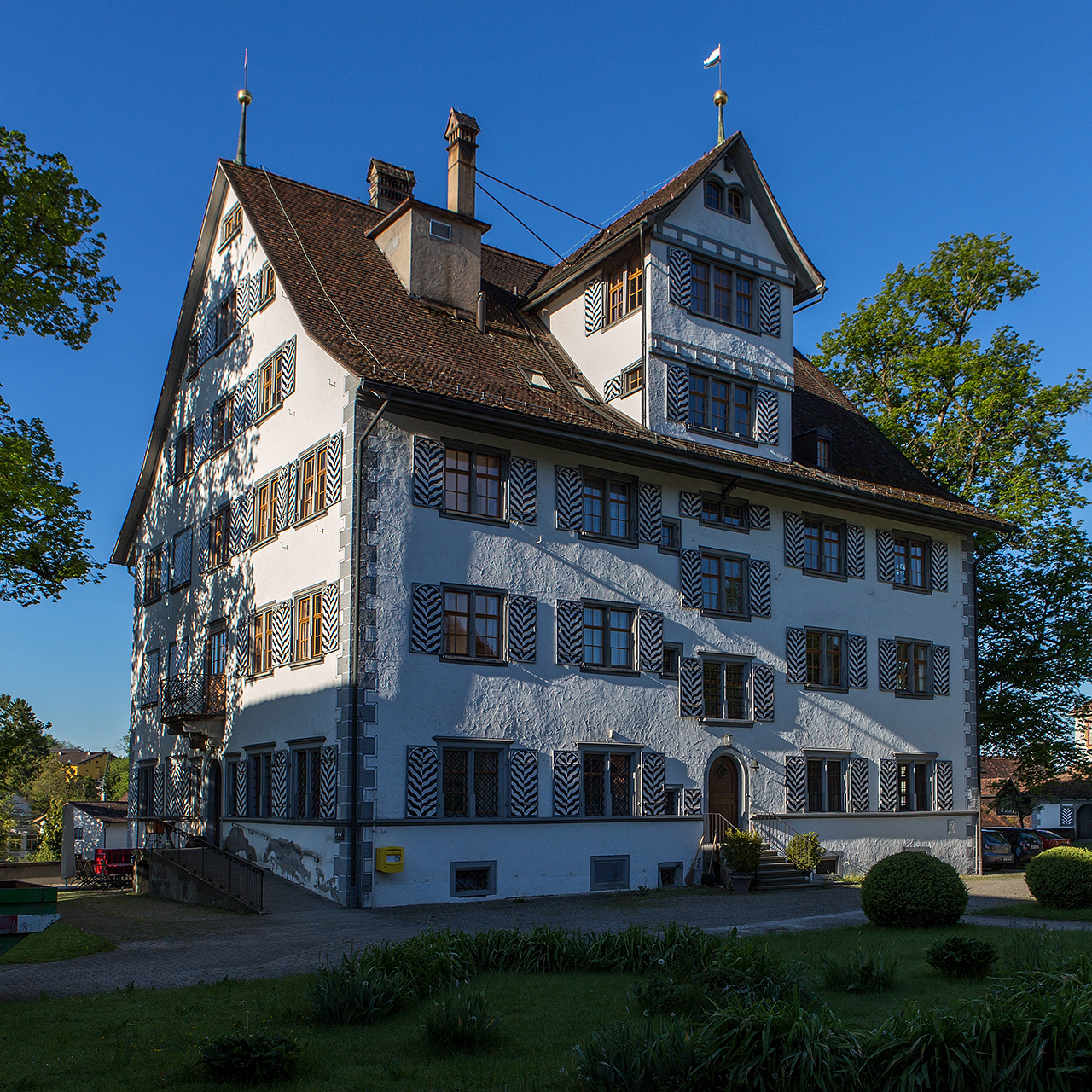
Schloss Hauptwil

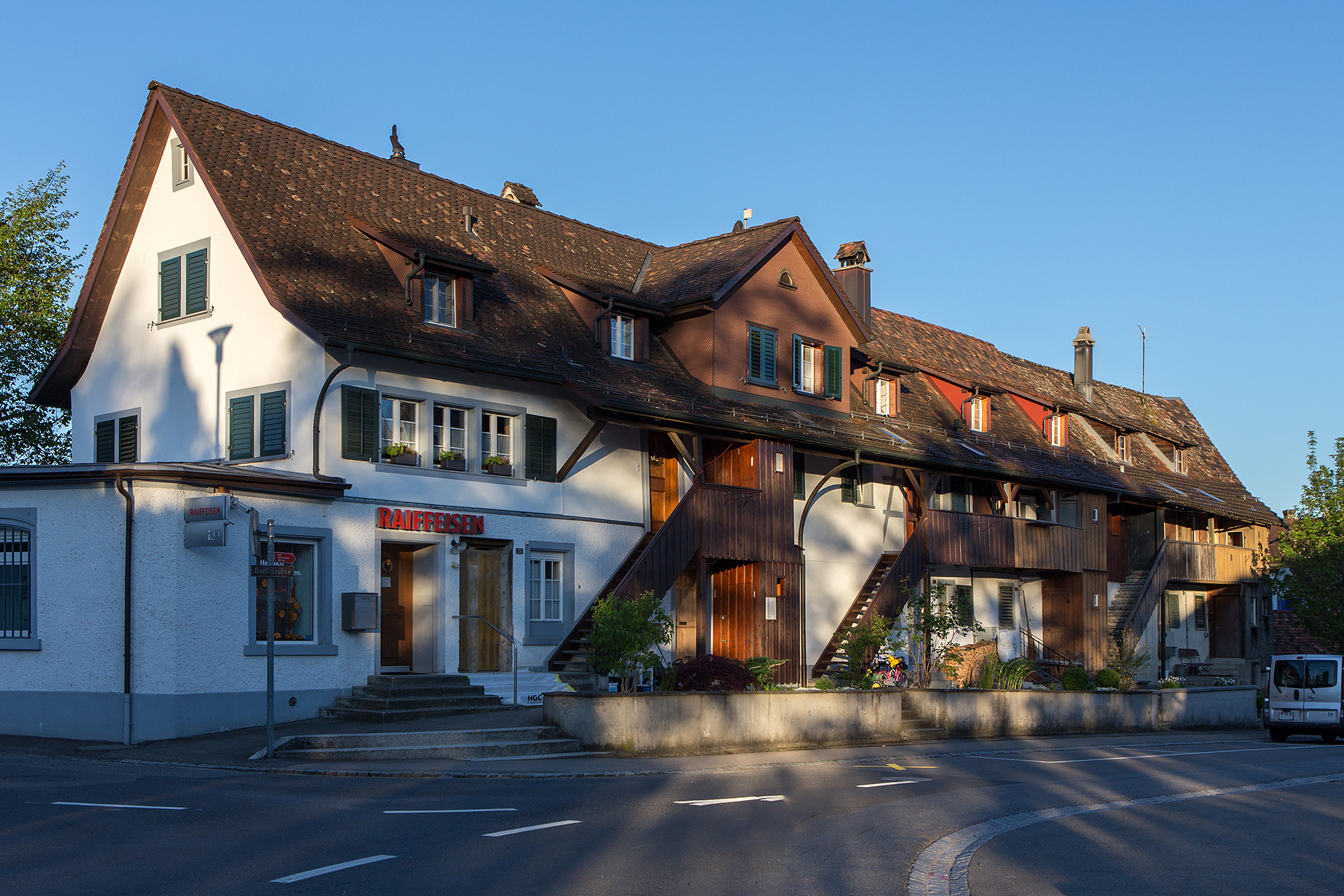
Der Langbau gilt als das älteste Arbeiterwohnhaus der Schweiz

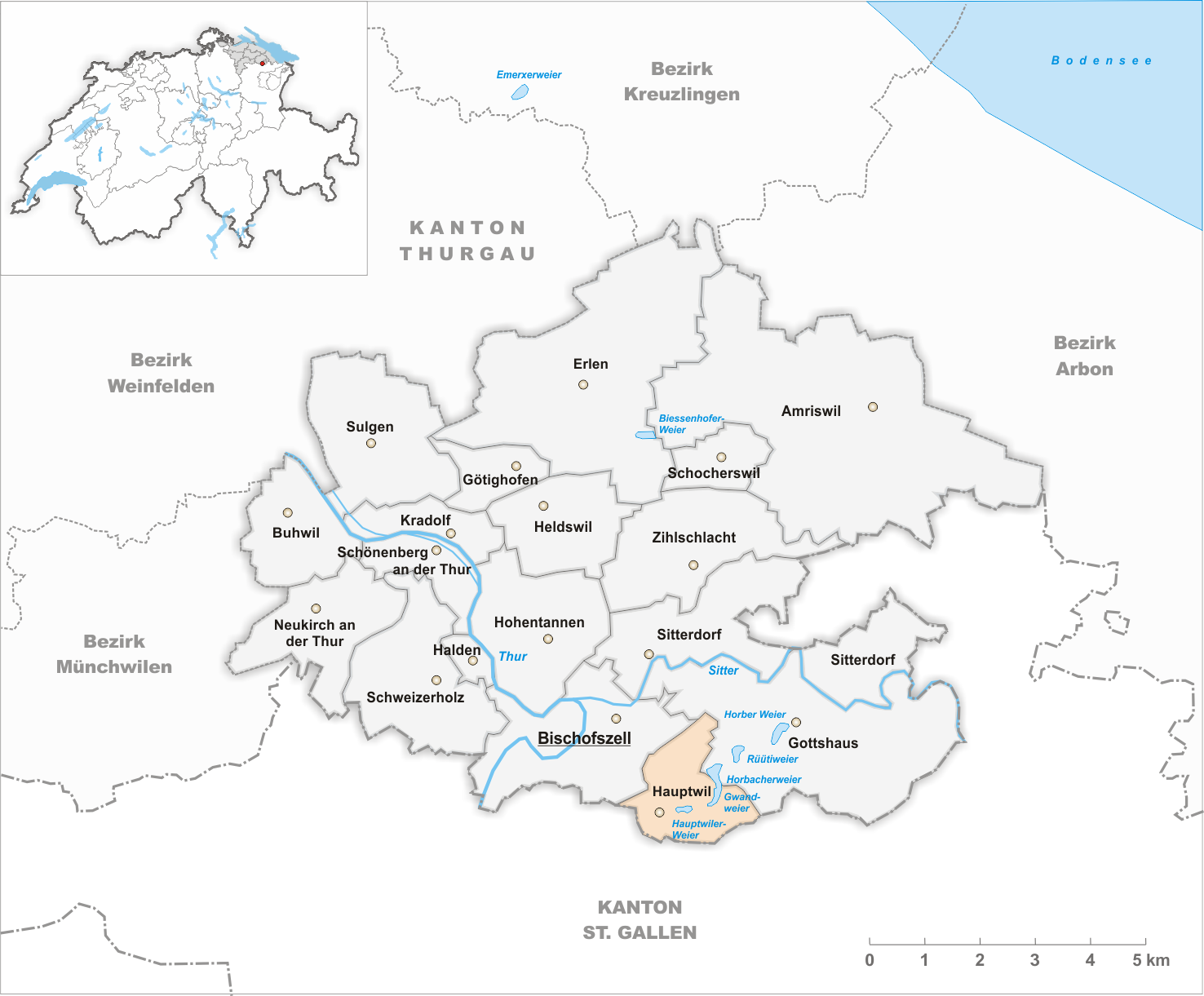
Gemeindestand vor der Fusion im Jahr 1996

Prägend für die weitere Entwicklung des Dorfs im 17. und 18. Jahrhundert war die Textilhändlerfamilie Gonzenbach, die der patrizischen Oberschicht angehörte und wegen der innovationsfeindlichen Struktur der sanktgallischen Leinenindustrie nach Hauptwil zog.
Das Geschlecht, das schon vor 1600 mehrere Liegenschaften in Hauptwil besass, hatte von 1664 bis 1798 das Niedergericht Hauptwil inne. Nach dem Zuzug der Gonzenbach entwickelte sich das Bauerndorf zu einer von der Leinwandproduktion geprägten Manufaktursiedlung. Der Industrialisierung förderlich waren neben dem tieferen Lohnniveau die Wasserkraft und wirtschaftliche Freiheiten. 1664 erhielt Hauptwil das Marktrecht. 1664/1665 entstand das Schloss, das ab 1952 als Altersheim diente und 2020 in Privatbesitz gelangte. 1661 bis 1671 wurden im Stampflehmverfahren rund vierzig neue Fabrikations- und Arbeiterwohnbauten errichtet,
was ein einmaliges Ereignis in der ostschweizerischen Industriegeschichte war. Im Januar 1801 trat Friedrich Hölderlin als Hauslehrer in den Dienst der Familie Gonzenbach.
Ende des 18. Jahrhunderts liessen sich die Brüder Enoch und Johann Joachim Brunschweiler aus Erlen in Hauptwil nieder. Nach der Stagnation in der Leinwandproduktion bauten sie im Dorf die Färbereiindustrie auf.
Zusammen mit Hans Jacob Gonzenbach (1754–1815) trieben sie die Befreiung des Thurgaus aus der eidgenössischen Untertanenschaft voran.

Luftbild von Walter Mittelholzer aus dem Jahr 1929

Im Zuge der Industrialisierung fassten auch Stickereien und Webereien Fuss, ausserdem 1923 im nahe gelegenen Sorntal in der Gemeinde Waldkirch SG die Baumwollspinnerei Staub & Honegger. Die Eröffnung der Eisenbahnlinie Sulgen–Gossau 1876 sicherte die weitere wirtschaftliche Prosperität. Neben der Textilindustrie blieb in Hauptwil stets auch die Landwirtschaft ein bedeutender Wirtschaftszweig. Gegen Ende des 19. Jahrhunderts erfolgte der Übergang vom Reb- und Ackerbau zur Vieh- und Milchwirtschaft. Die Käserei entstand 1909. Seit die Färberei der Familie Brunschweiler 1984 den Betrieb einstellte, zeugt nur noch die Zetag AG mit der ehemaligen Spinnerei im Sorntal von der einstigen Textilproduktion. Mit dem Bau von Einfamilienhäusern konnte die in den 1970er-Jahren erfolgte Abwanderung nach 1980 gestoppt werden. Bis heute prägen die gut erhaltenen alten Bauten und die nunmehr umgenutzte industrielle Kulturlandschaft des 17. bis 19. Jahrhunderts das Ortsbild. Hauptwil erhielt 1999 den Wakkerpreis zugesprochen.
Der katholische Teil der Bevölkerung gehörte seit jeher zur Kirchgemeinde Bischofszell. Ab 1667 fanden in der Schlosskapelle der Gonzenbach Gottesdienste für die reformierte Bevölkerung statt, 1861 wurde die reformierte Kirchgemeinde eine Filiale von Bischofszell. 1886 erfolgte der Bau einer reformierten Kirche,
1967/68 der katholischen Kirche St. Antonius.
Ausgehend von der Industriellenfamilie Brunschweiler formierte sich in Hauptwil im frühen 19. Jahrhundert eine Gemeinschaft evangelischer Taufgesinnter, der im Jahr 1880 10 % der Einwohner angehörten. Bis heute ist die Freie Evangelische Gemeinde in Hauptwil vertreten.
1996 fusionierten die Ortsgemeinden Hauptwil und Gottshaus – letztere ohne die Ortsteile Stocken und Breite, die zur Einheitsgemeinde Bischofszell kamen – zur politischen Gemeinde Hauptwil-Gottshaus.

## Wappen
Blasonierung: In Rot ein dreiteiliger weisser Torturm mit schwarzen Dächern
Der Torturm ist eines der charakteristischen Baudenkmäler Hauptwils.

## Bevölkerung
|                   | 1649   | 1850 | 1900 | 1950 | 1990 | 2000   | 2010   | 2018                   | 2023                   |
| ----------------- | ------ | ---- | ---- | ---- | ---- | ------ | ------ | ---------------------- | ---------------------- |
| Munizipalgemeinde |        | 1379 | 1417 | 1617 | 1721 |        |        |                        |                        |
| Ortsgemeinde      | ca. 50 | 598  | 741  | 819  | 910  |        |        |                        |                        |
| Ortschaft         |        |      |      |      |      | 522    | 457    | 1213 (mit Aussenhöfen) | 1274 (mit Aussenhöfen) |
| Quelle            |        |      |      |      |      | [ 10 ] | [ 11 ] | [ 3 ]                  | [ 12 ]                 |

Von den insgesamt 1274 Einwohnern der Ortschaft Hauptwil am 31. Dezember 2023 waren 169 bzw. 13,3 % ausländische Staatsbürger. 413 (32,4 %) waren römisch-katholisch und 341 (26,8 %) evangelisch-reformiert.

## Verkehr
Hauptwil wird erschlossen durch die Hauptstrasse Gossau SG–Bischofzell und hat einen Bahnhof an der Strecke Gossau–Sulgen.

## Persönlichkeiten
- Stefan «Steve» Blaser (* 1972), Musiker, Sänger, DJ und Produzent
- Arthur Dürst (1926–2000), Geograph und Kartenhistoriker
- Hans Jakob Gonzenbach (1754–1815), Politiker
- Friedrich Hölderlin, der deutsche Dichter unterrichtete ab Januar 1801 drei Monate ein Mädchen aus der Familie von Gonzenbach als Privatlehrer
- Fritz Honegger (1917–1999), Politiker
- Albert Schoop (1919–1998), Kunst- und Literaturhistoriker
- Lukas Speissegger (* 1969), Musiker, Produzent, Tontechniker

## Sehenswürdigkeiten
In Hauptwil konnten Wohn- und Gewerbebauten aus der Mitte des 17. Jahrhunderts, als die Kaufmannsfamilie Gonzenbach das Dorf in ein Zentrum der Leinwandherstellung mit dazugehöriger Infrastruktur wie Bleichereien, Teiche und Lager verwandelt hatte, erhalten und neuen Nutzungen zugeführt werden.
Hauptwil ist im Inventar der schützenswerten Ortsbilder der Schweiz aufgeführt.

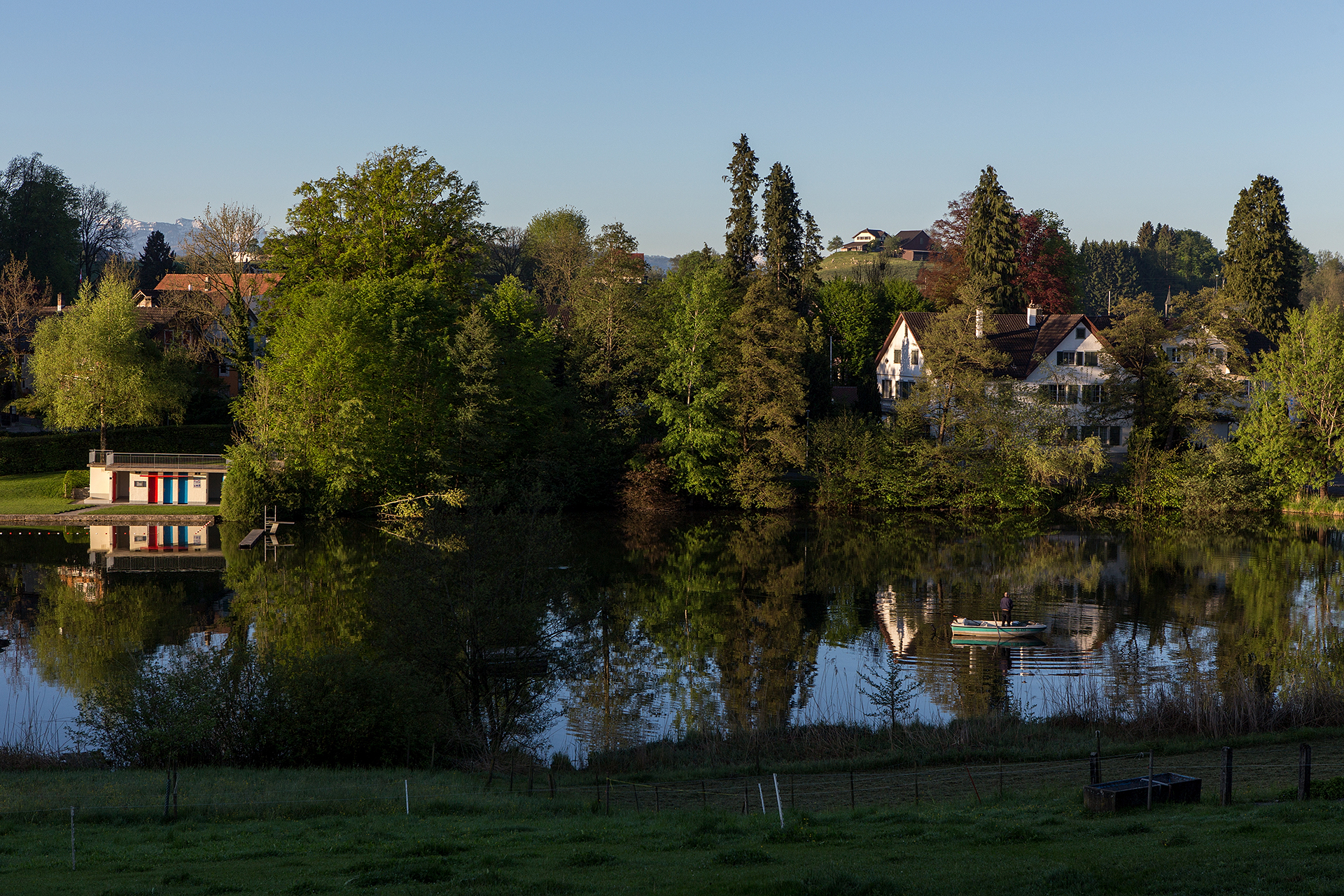
Hauptwiler Weier
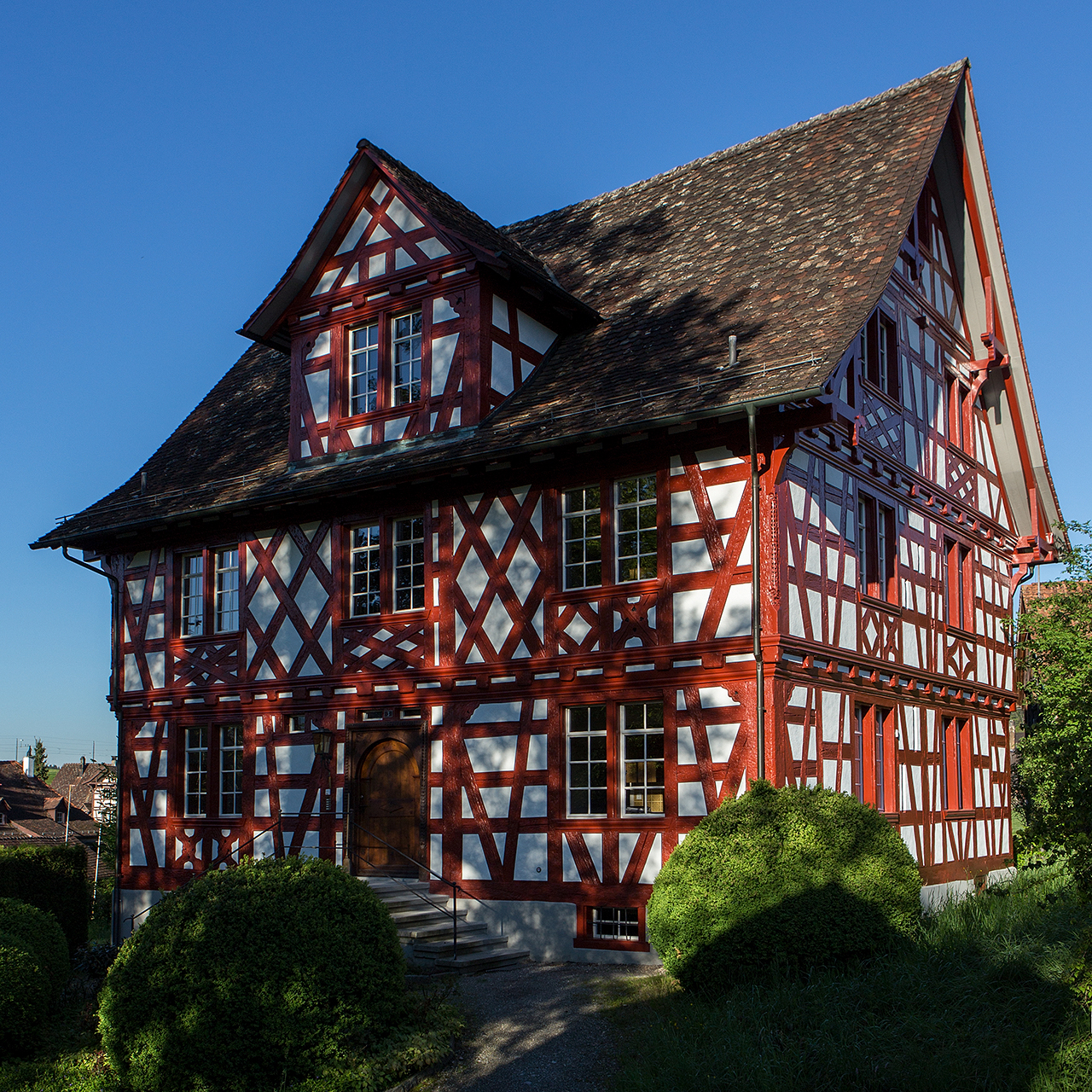
«Zum Trauben»
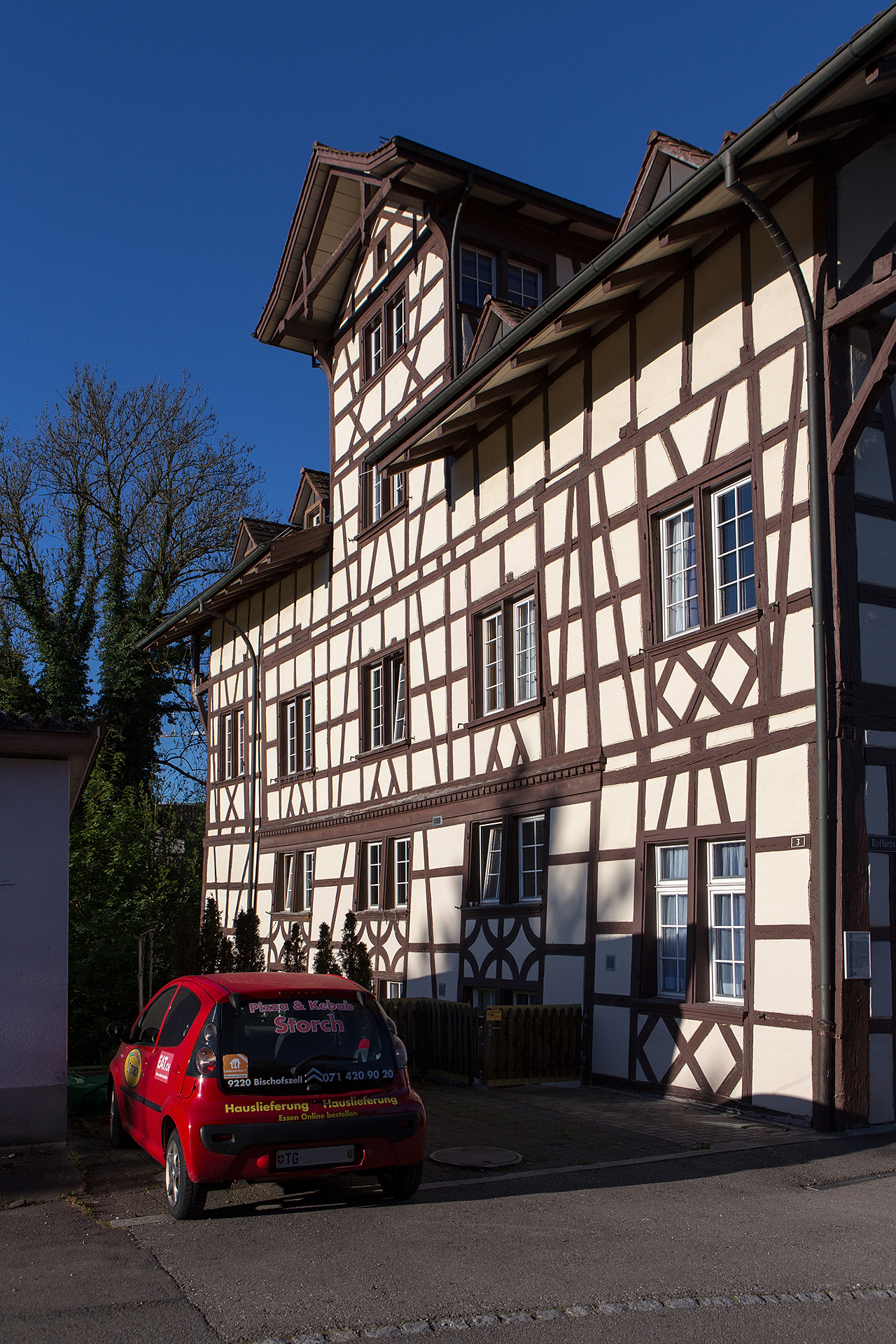
Spittel
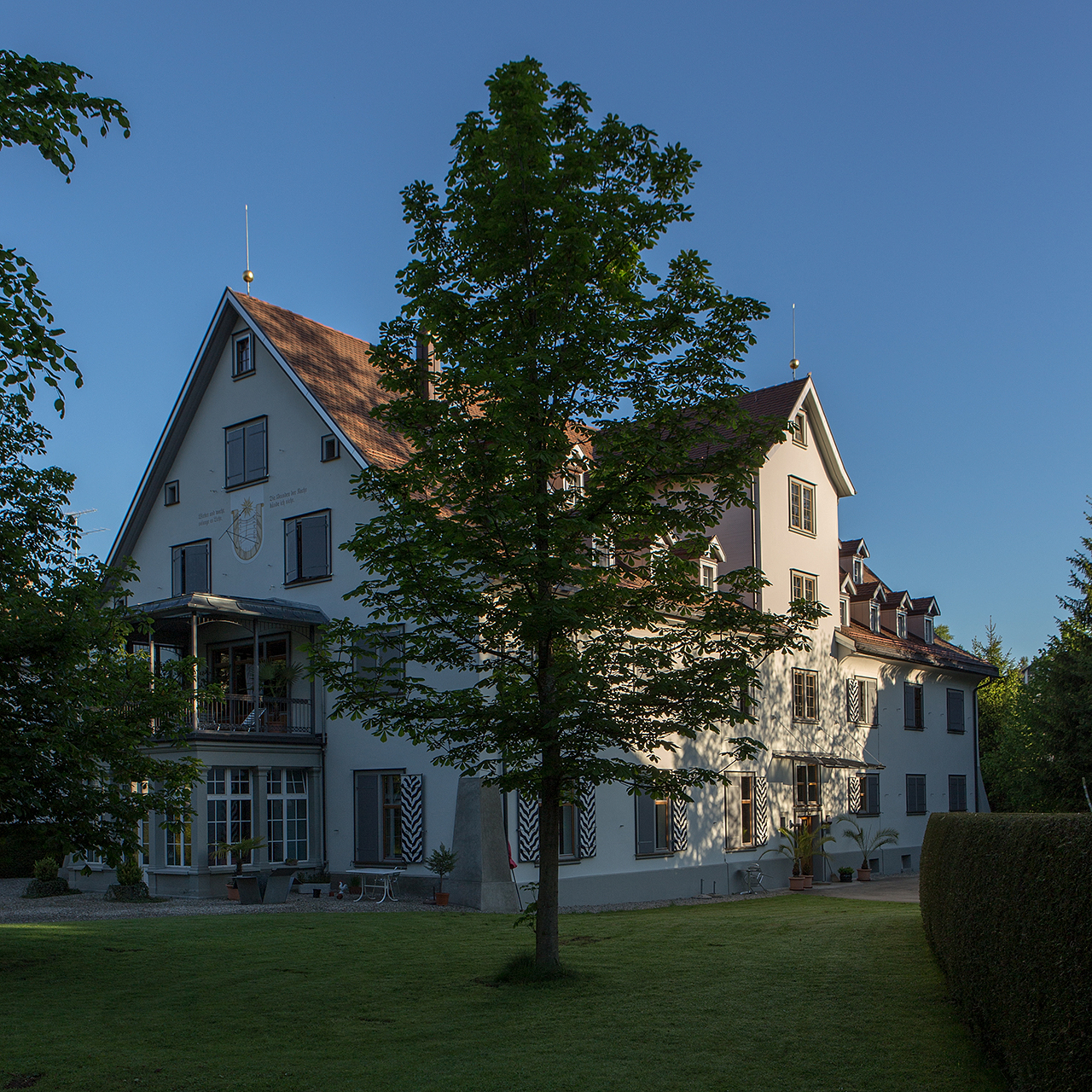
Kaufhaus
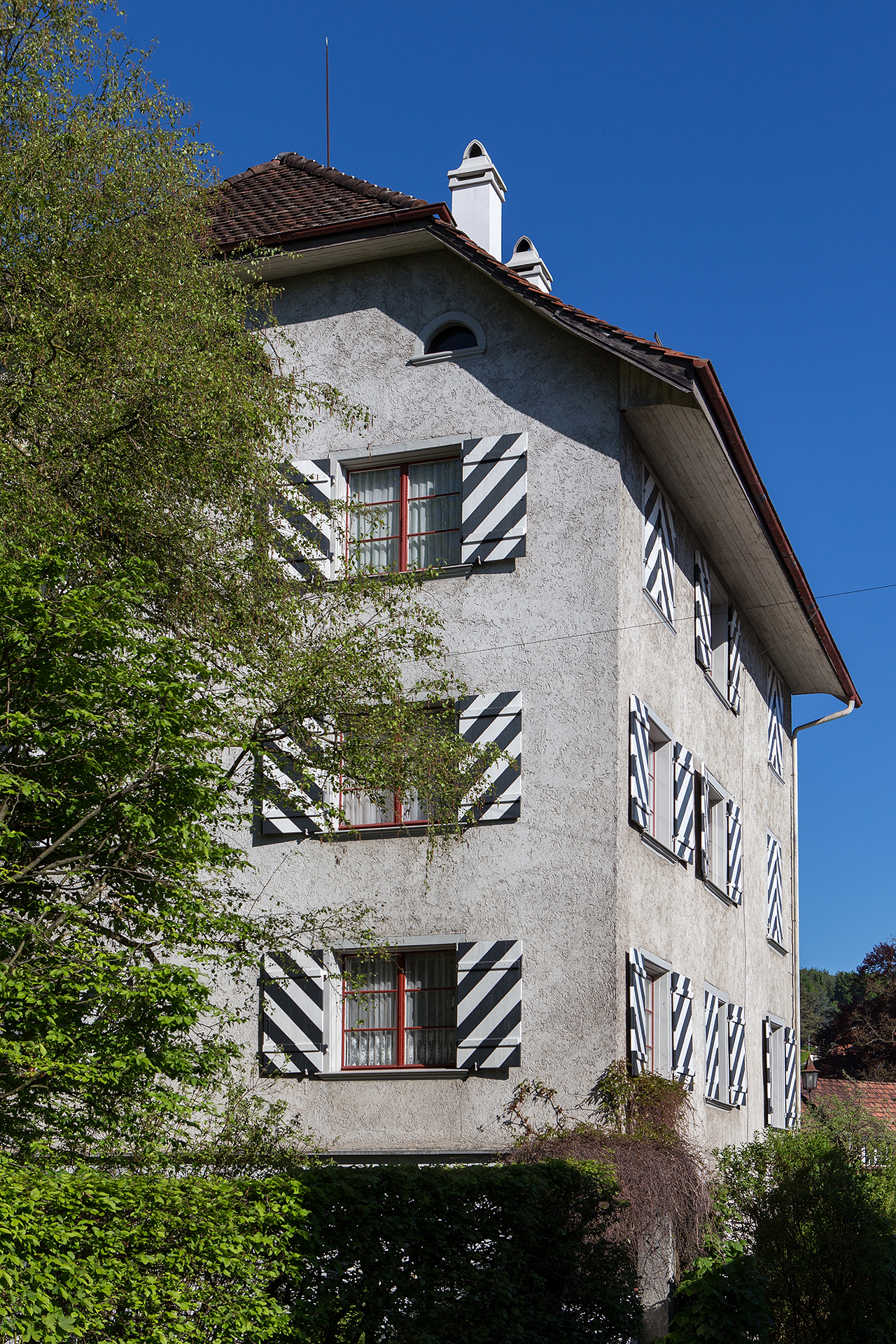
Schlössli
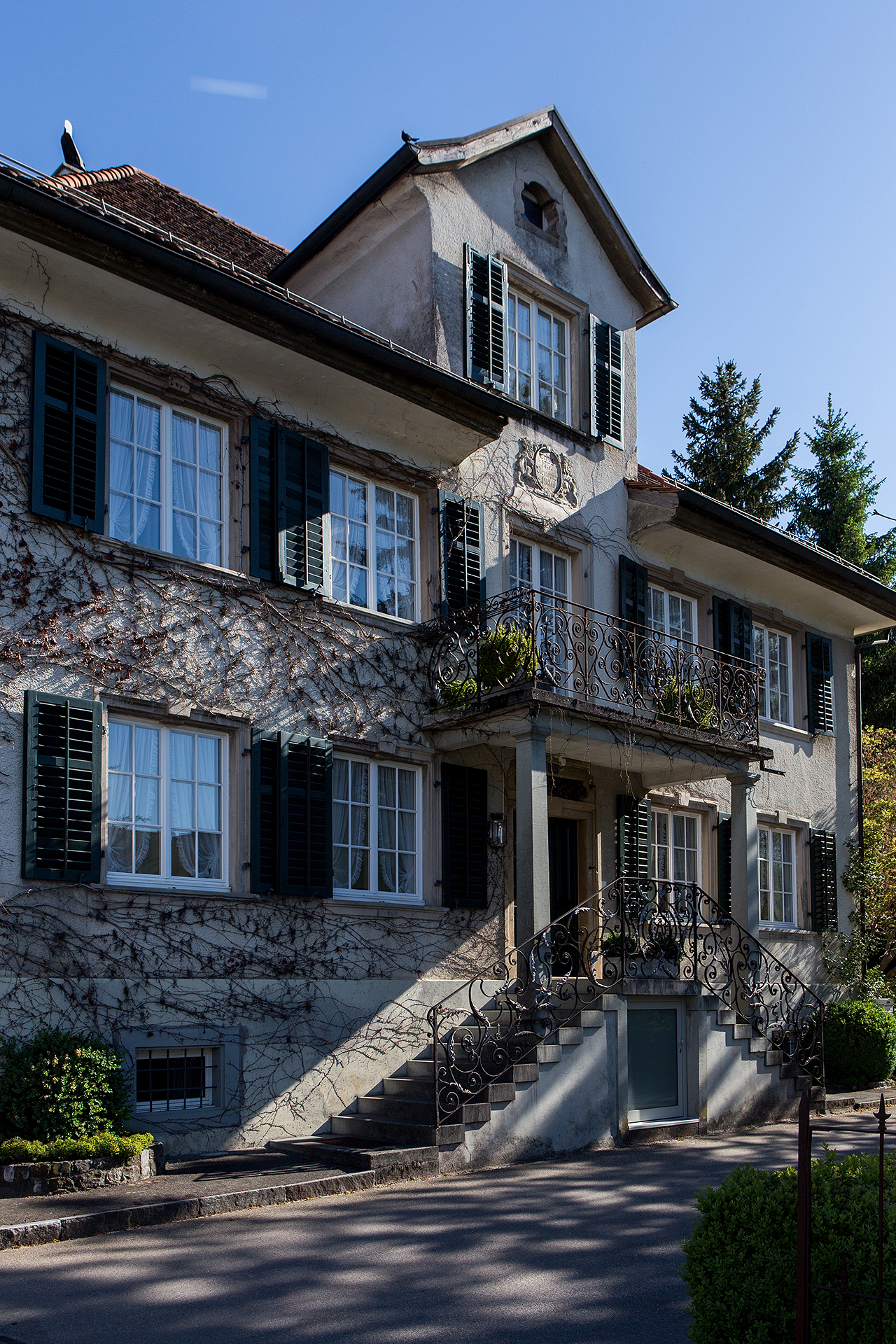
Rotes Haus
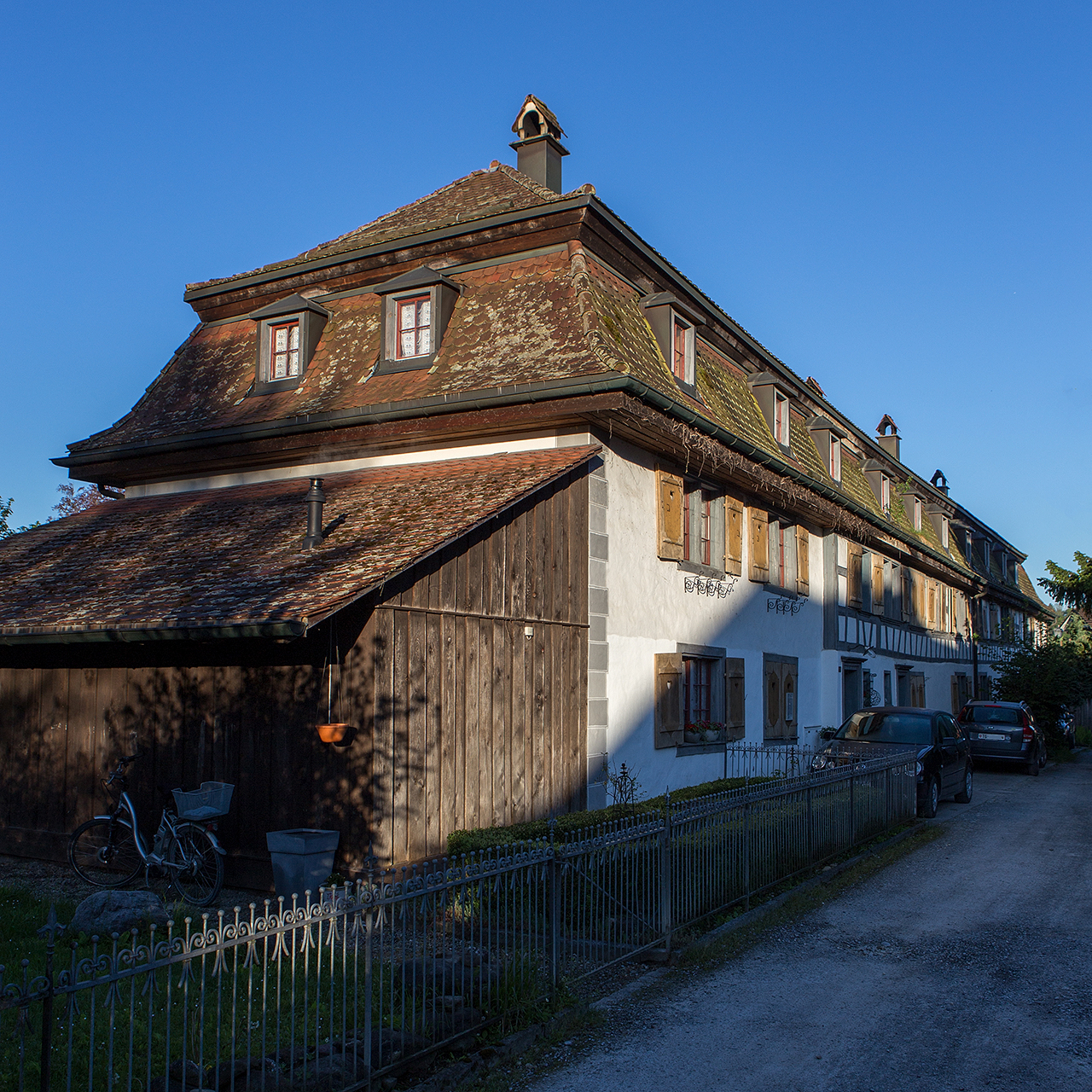
Gelbbau

## Weitere Bilder

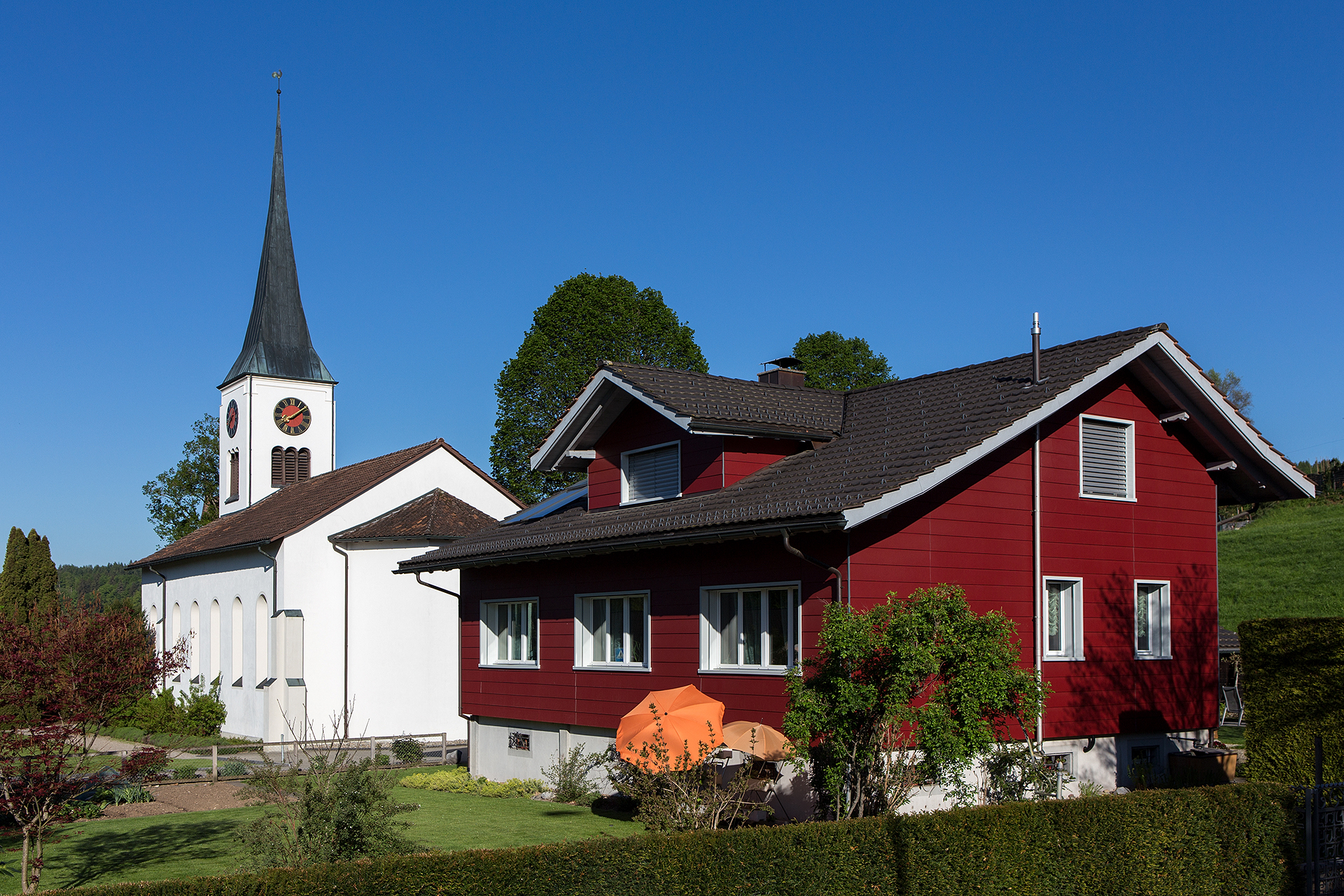
Reformierte Kirche
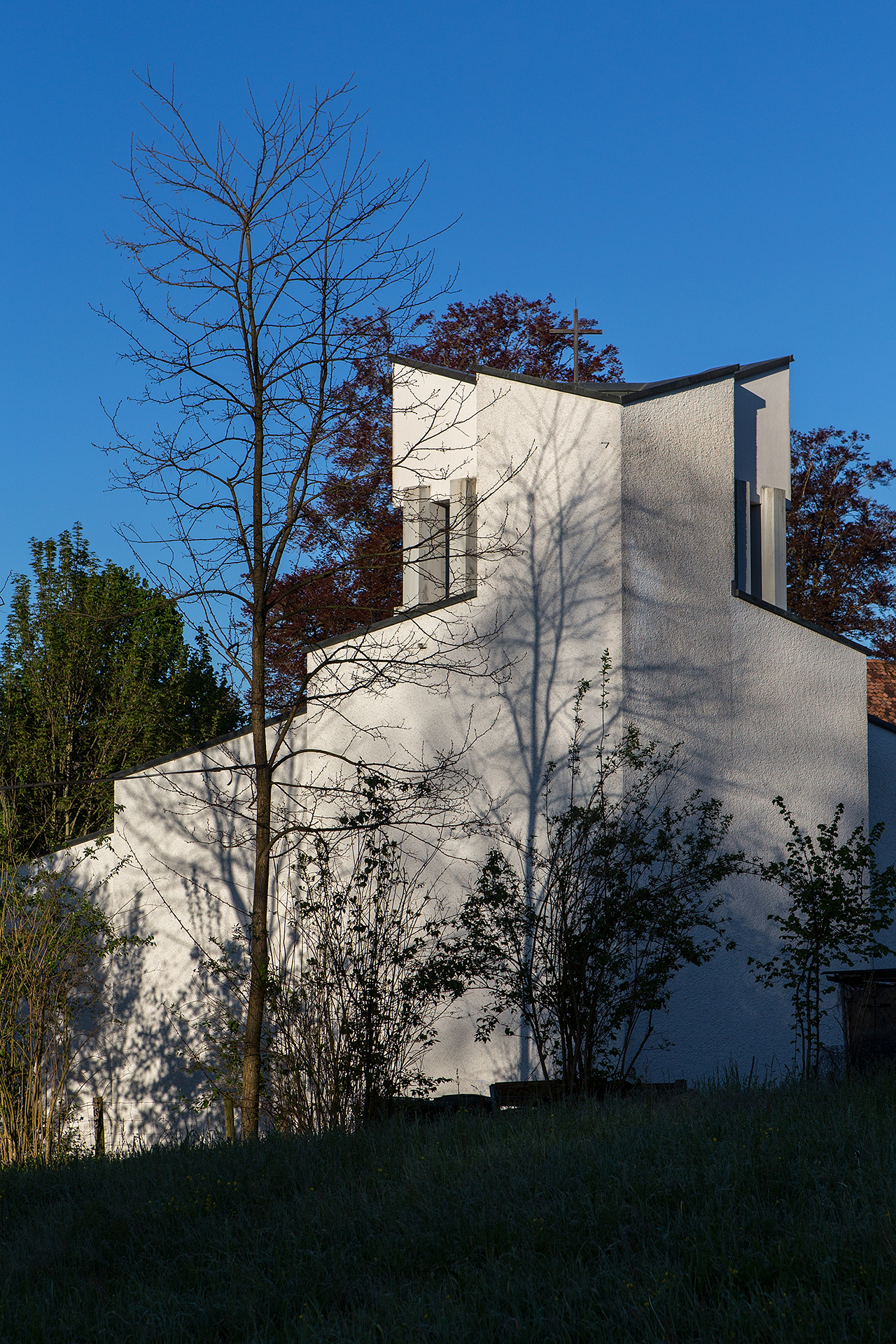
Katholische Kirche
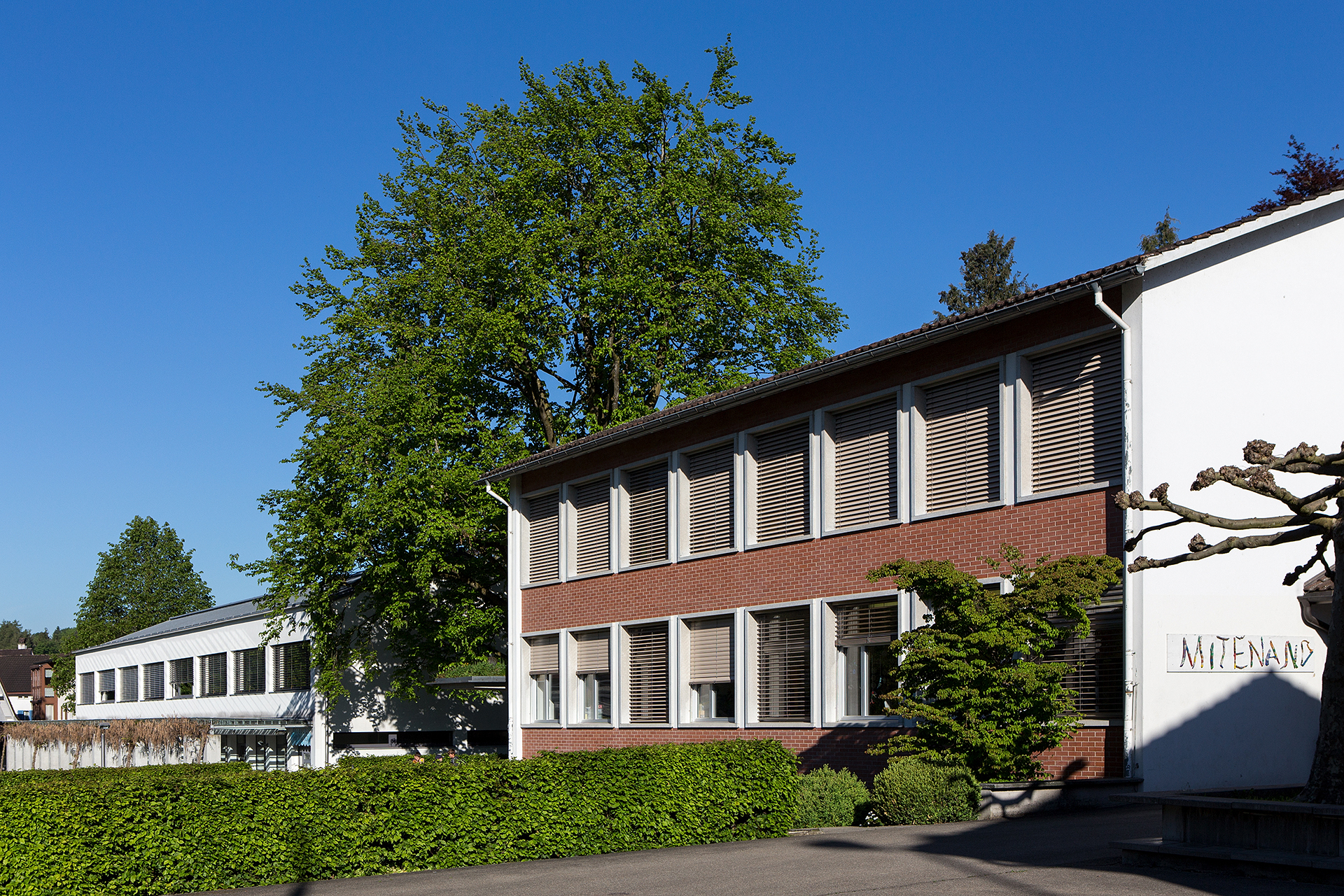
Schulhaus
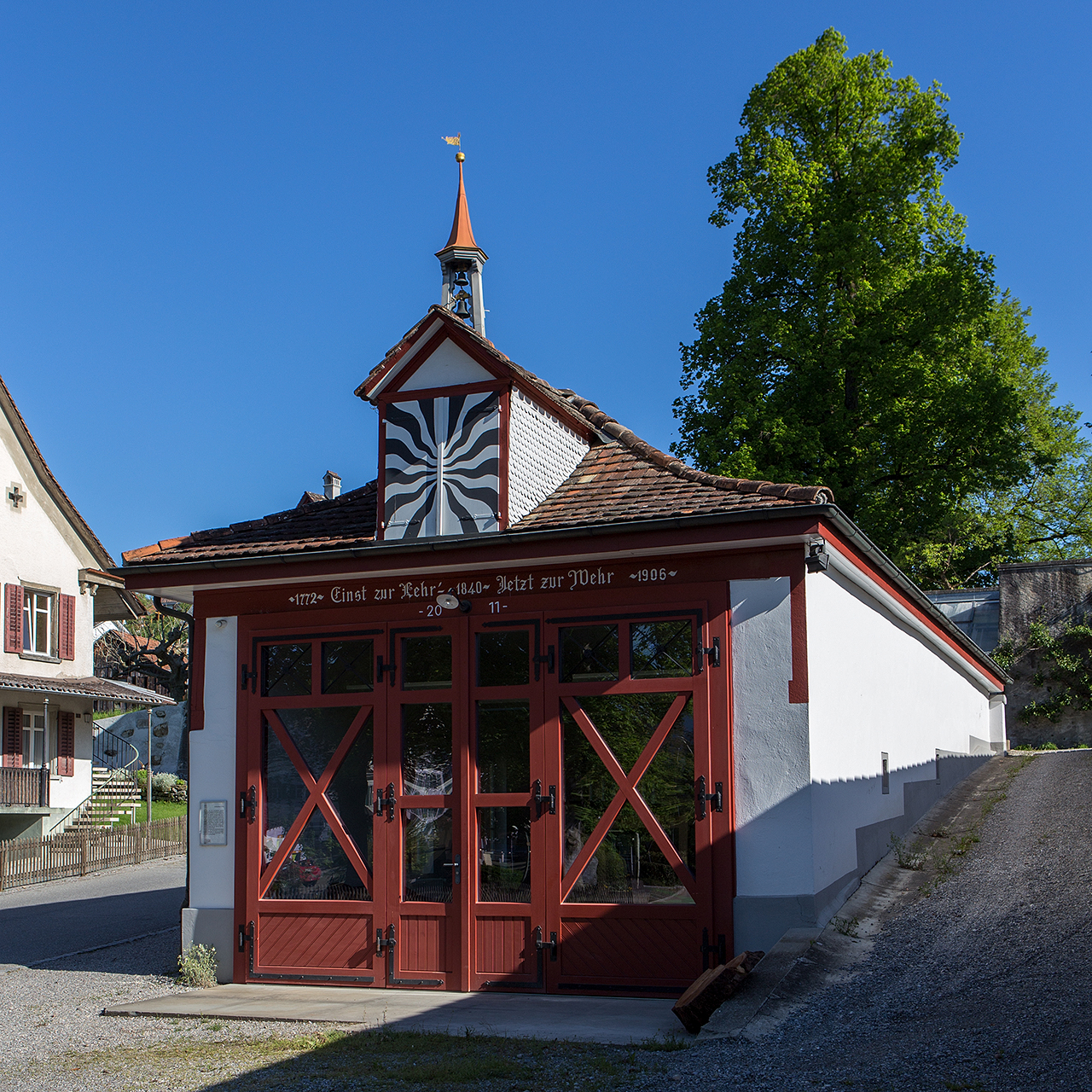
Spritzenhaus
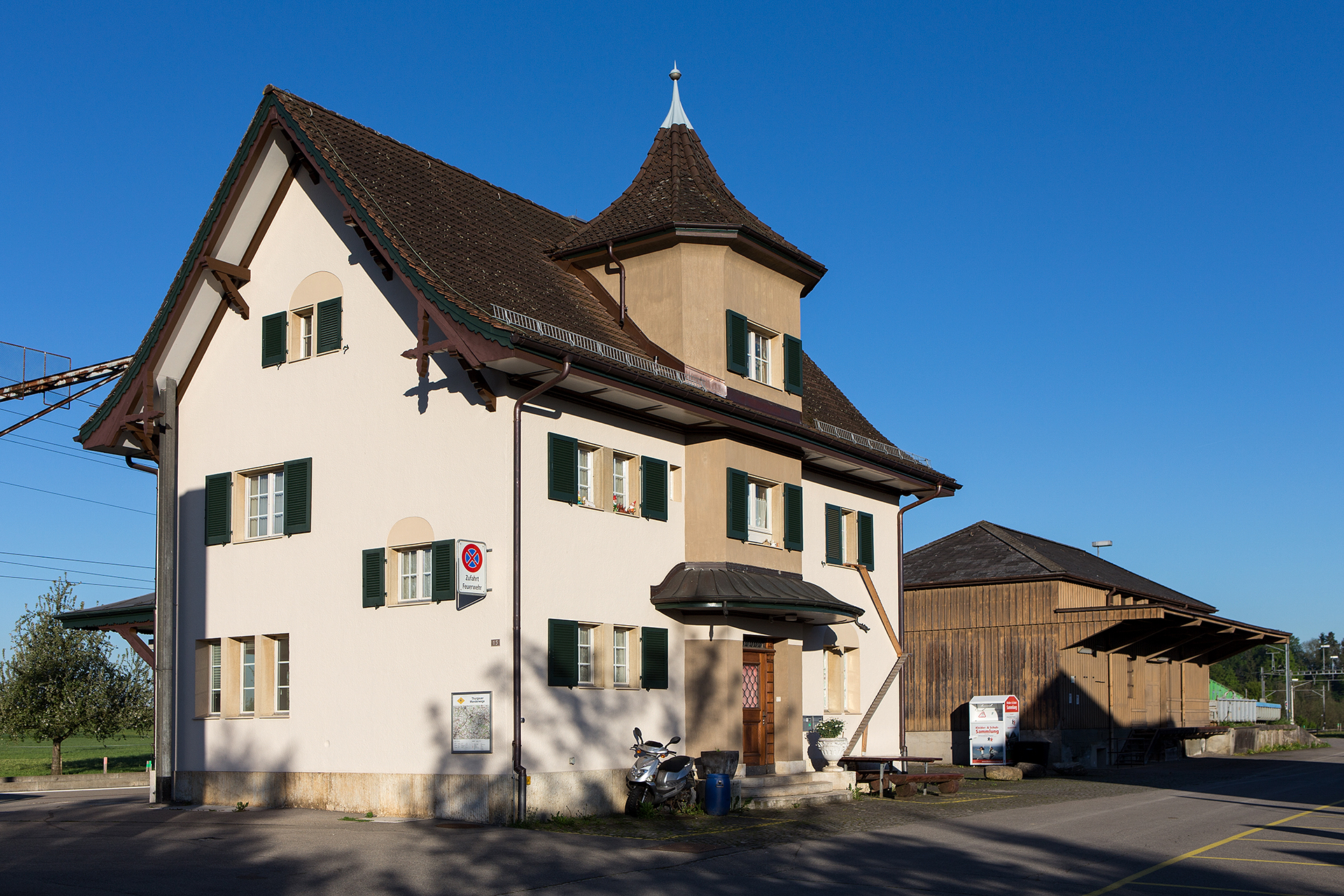
Bahnhof